# سبيس تون باكستان
سبيس تون باكستان (بالإنجليزية: Spacetoon Pakistan)‏ قناة تلفزيون باكستان تقوم سبيس تون بعرض مسلسلات الأطفال المدبلجة من 2002 بالإضافة إلى إنتاج بعض الفقرات التعليمية والاغاني للاطفال، ويمتلك سبيس تون مجموعة من المستثمرين السوريين وتتضمن مجموعة من الشركات المختصة بالطفل والإنتاج والدوبلاج والنشر.

## كواكب سبيس تون
- أكشن (كوكب الإثارة والغموض) لمسلسلات الحركة والإثارة.
- مغامرات (كوكب الخيال والتشويق) لمسلسلات المغامرات.
- رياضة (كوكب التحدي والقوة) لمسلسلات وبرامج الرياضة.
- زمردة (كوكب للبنات فقط) لمسلسلات وبرامج البنات.
- بون بون (كوكب الأبطال الكبار) لمسلسلات الأطفال.
- تاريخ (كوكب من قديم الزمان) للمسلسلات التاريخية.
- علوم (كوكب الاكتشاف والمعرفة) للبرامج التثقيفية.
- أبجد (كوكب الأرقام والحروف) للبرامج التعليمية.
- كوميديا (الكوكب الضاحك) لمسلسلات الكوميديا.
- أفلام (كوكب من كل الألوان) لأفلام الكارتون.

## الدول العربية
كما تبث كذلك قناة بوميرانج العربية عبر شبكات أوربت وشوتايم أرابيا الهند. حالياً تبث أيضا قناة سبيس تون.